# L’Olleria
L’Olleria – gmina w Hiszpanii, w prowincji Walencja, we wspólnocie autonomicznej Walencja, o powierzchni 32,22 km². W 2011 roku liczyła 8630 mieszkańców.